# Melanaspis araucariae
Melanaspis araucariae  (лат.) — вид полужесткокрылых насекомых-кокцид рода Melanaspis из семейства щитовки (Diaspididae). 

## Распространение
Южная Америка: Бразилия.

## Описание
Мелкие щитовки, диаметр взрослых самок около 3 мм, форма тела округлая; основная окраска белая. 
Питаются соками таких араукариевых растений, как Araucaria brasiliensis, Araucaria angustifolia (Araucariaceae).
Таксон Melanaspis araucariae включён в состав рода Melanaspis Cockerell, 1897 вместе с таксонами A. aristotelesi, A. arnaldoi, A. bondari, A. bromiliae, A. figueiredoi, A. jaboticabae, A. leivasi, A. martinsi, A. saccharicola, A. santensis, A. smilacis.